# Faaa
Faaa är en kommun som tillhör förorterna till Papeete, huvudstaden i Franska Polynesien - ett av Frankrikes utomeuropeiska territorum beläget i Stilla havet. kommunen ligger på Tahiti, den största ön i ögruppen Sällskapsöarna.
År 2022 hade Faaa en befolkning på 29 826., vilket gör den till en av de mest befolkade kommunerna i området. Här ligger också Faa'a International Airport, Franska Polynesiens enda internationella flygplats, vilket gör kommunen till en viktig knutpunkt för transport och turism i regionen.
Faaas politiska liv har präglats av Oscar Temaru, som under långa perioder varit kommunens borgmästare. Temaru har också haft en framträdande roll i den regionala politiken, då han flera gånger har varit president för Franska Polynesien och förespråkat självständighet från Frankrike.